# Bělokur horský
Bělokur horský (Lagopus muta, též uváděný pod názvem Lagopus mutus), jinak také kur alpský, je pták z řádu hrabavých. Velmi se podobá svému blízkému příbuznému bělokuru rousnému. Svého souputníka doprovází i v areálu rozšíření, nalezneme ho však i v ještě severnějších oblastech než bělokura rousného, totiž v Grónsku. Zároveň obývá nadmořské výšky kolem 3000 metrů nad mořem, takže ho lze spatřit i v horách Mongolska, severní Číny a jihovýchodního Ruska a také v evropských velehorách – Alpách a Karpatech. Celosvětová populace je velká (odhadem až 25 milionu jedinců) a druh nečelí prakticky žádné hrozbě.
Sameček je na hřbetě a hlavě zbarven hnědě, nad každým okem má červený hřebínek, křídla a břišní část je opeřena bíle a ocas černě. Na zimu ovšem své opeření vymění a je téměř zcela bílý. Dospělý jedinec váží od 425 do 750 gramů a dosahuje délky 33–38 cm. Ptáčata se líhnou vyvinutá a nekrmivá. Pohlavně dospělý jsou v jednom roce života.

## Výskyt
Bělokur horský žije s oblibou v horách a ve vyšších nadmořských výškách od 2000 do 5000 metrů. Jindy však preferuje nížiny. Obecně je rozšířen v arktické a subarktické Eurasii, Severní Americe (přesněji v Kanadě a Aljašce), v Grónsku a na Ellesmerově a Baffinově ostrově. Obývá známé hornaté oblasti, jako evropské velehory Alpy a Karpaty, Pyreneje, Ural, Pamír, pohoří Altaj, nebo v Japonsku ostrov Honšú a okolí hory Tatejama, kde se nachází i stejně zvaná sopka. Početné populace se vyskytují také v jižních zeměpisných šířkách; v Skotsku, Bulharsku, Mongolsku, Španělsku či Švýcarsku. Ptáci, především ti vyskytující se v arktickém regionu, mohou migrací zatoulat až na Island. Dříve, během poslední doby ledové (období před 2,5 miliony až 10 000 let), se druh znamenitěji vyskytoval po celé Evropě.

## Taxonomie
Patrně během roku 1781 (někdy uváděno 1776) se o něm poprvé zmínil učenec známého švédského přírodovědce Lars Montin, zprvu jako Tetrao mutus (dnes Lagopus muta). Obvykle nese také druhové jméno mutus, které údajně z gramatického hlediska není správné, a je tak voleno vhodnější muta.
Bělokur horský se dělí asi na 20 až 32 poddruhů. V aktualizované taxonomii (2021) The eBird od Clements a kol., je dělen na rovných 30 subspecií. Jednotlivé poddruhy se mohou lišit opeřením i velikostí.

## Popis

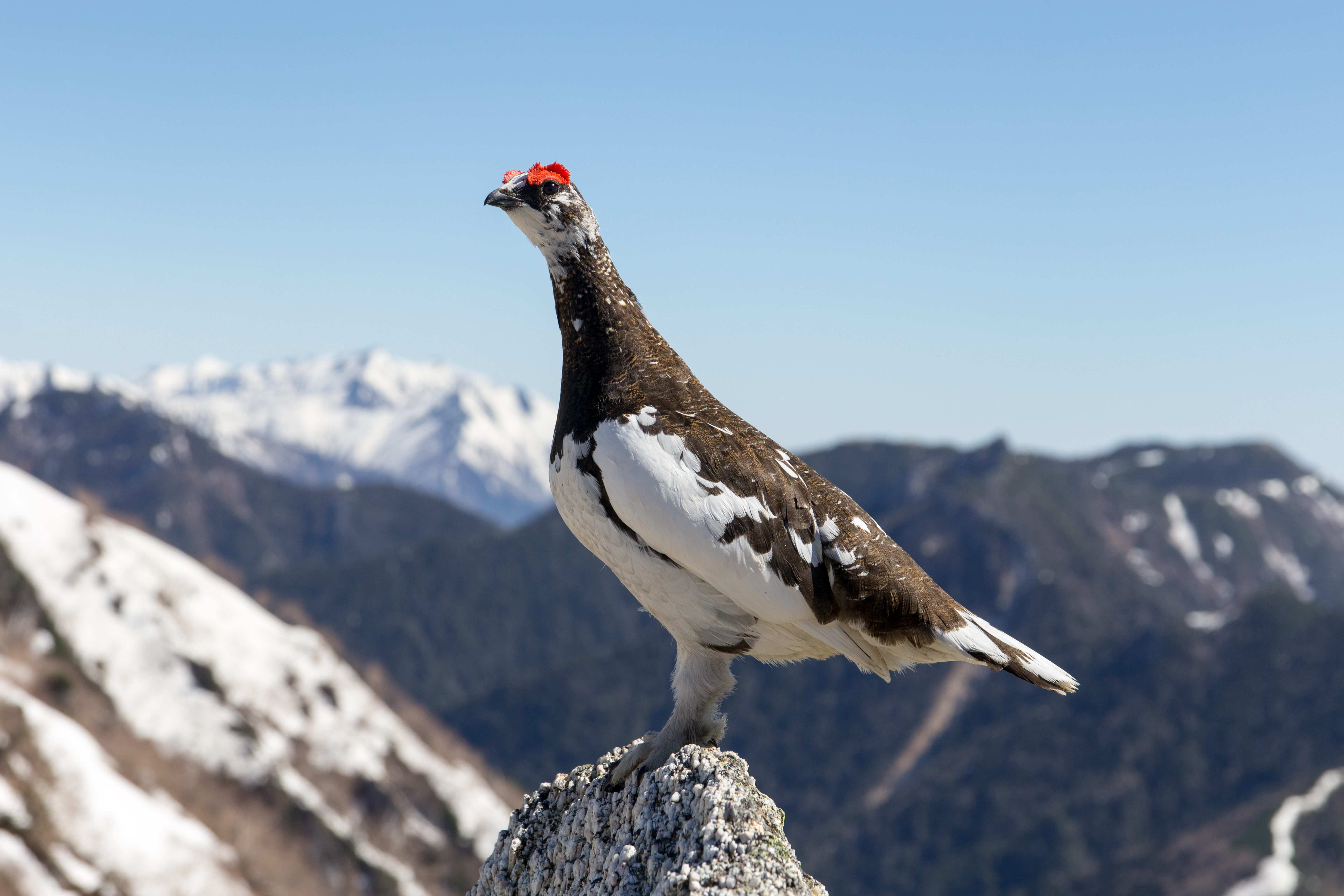
Dospělý sameček bělokura horského

Tento druh se velmi podobá svému blízkému příbuznému bělokuru rousnému, avšak bývá o něco menší (33–38 cm), nicméně samičky obou druhů jsou od sebe těžko rozeznatelné. Rozpětí křídel dosahuje délky 54–60 cm. Severněji se vyskytující ptáci dosahují zpravidla větších rozměrů. Dospělý jedinec váží od 0,4 do 0,7 kg. Maximální hmotnosti dosahuje na podzim a nejnižší s příchodem léta. Bělokur horský má kulaté tělo a ve srovnání s ním poměrně malou hlavu. Sameček je na hřbetě a hlavě zbarven šedě až hnědě, a nad každým okem má červený hřebínek, který se v období námluv zvýrazní. Křídla a břišní část je opeřena bíle a ocas černě. Na zimu ovšem své opeření vymění a je téměř zcela bílý, jen ocasní část zůstává černá. Takto měněné peří zajišťuje kamufláž po celý rok (celkem 3krát).

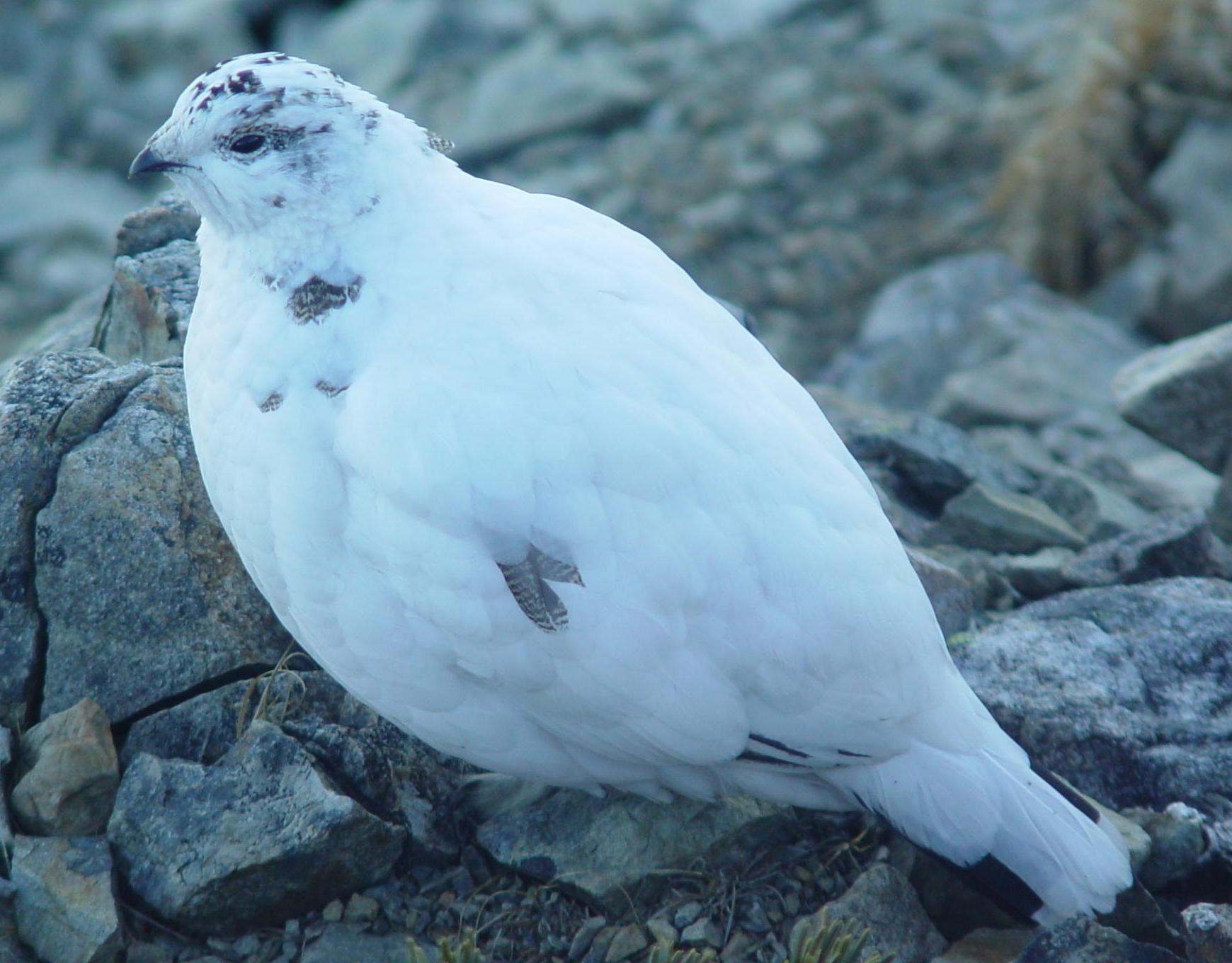
Zimní šat

Bělokur horský jistě zaujme svými velkými opeřenými chodidly. Jejich neobvykle velká plocha poslouží především v zimních měsících, kdy se při chůzi nezaboří do sněhu. Aby si při nízkých teplotách (až −20 °C) udržel teplo, zobákem si načechrává peří, čímž v něm zadržuje vzduch. Dostatečnou izolaci zajišťují také jednotlivá pírka, která jsou na spodní straně (u kořínků) obalena hustým chmýřím. Zimnímu období přizpůsobuje i chování, prakticky nelétá a zdržuje se jen na zemi, čímž šetří energií. Mrazivé noci přečkává v chodbičce ve sněhu, kterou si umí sám poměrně rychle vyhrabat (postačí mu obvykle i 15 sekund). Spodní část takové chodbičky se nachází asi 25 až 28 cm pod povrchem sněhu.

### Predátoři a potrava
Kvůli neúrodné tundře a těžko přístupnému hornatému terénu, je bělokur horský jen zřídka ohrožen predátory, především pak pouze několika dravými ptáky (např. poštolkami nebo orlem skalním). Cítí se natolik bezpečně, že ani přítomnost člověka jej zpravidla nikterak neznervózní.
Jeho strava se skládá z široké škály výhonků, pupenů, bobulí (např. brusnice brusinky, černého rybízu), květů a listů (např. šichy, skalenky poléhavé), které jsou odolné vůči větru a mrazu. Potravu tak získává především z vřesovišť a soustředí se také na rostliny z rodu bříza a vrba. Kuřata pojídají rovněž hmyz, pavouky a slimáky.

### Rozmnožování

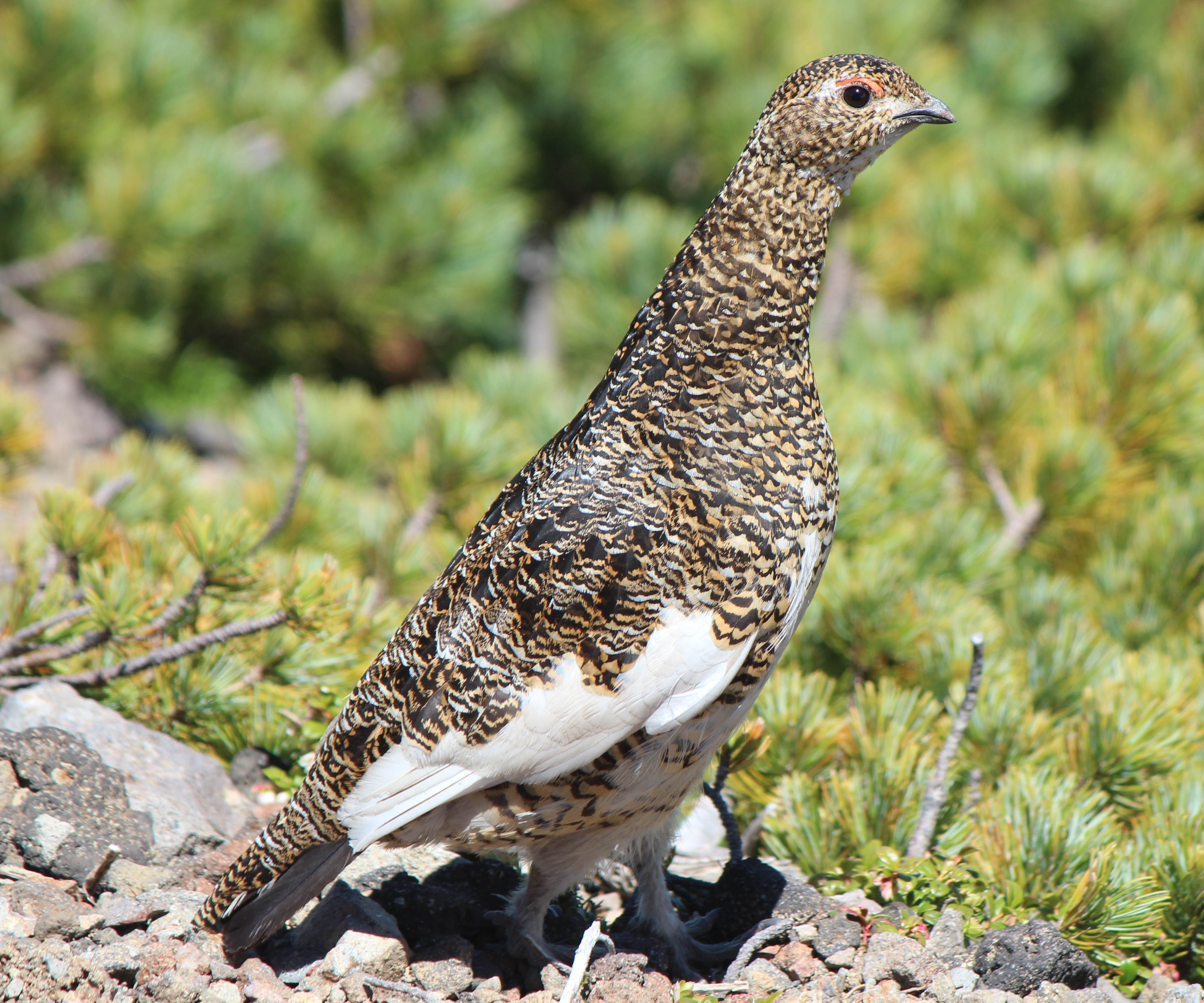
Dospělá samička bělokura horského

Bělokur horský je zpravidla monogamní (neplatí především pro ptáky vyskytující se na dalekém severu). O stavbu hnízda i potomky se stará pouze samička, zatímco sameček hájí území o rozloze až 30 km². Jedinci, kteří se nepodílejí na chovu, zůstávají v malých skupinkách nebo individuálně poblíž hnízdišť, přičemž se neúčastní teritoriálního chování.
Období námluv nastává zhruba v polovině května. Toto období uvítá bělokur horský například tak, že vzlétá s hlasitými skřípavými zvuky šikmo vzhůru a pak se v elegantním oblouku snáší zpět na zem. Samečci mezi sebou často svádí boj o území. V potyčce se snaží jeden druhého klovat do zátylku nebo si vyškubávají pera. Jeden takový souboj může trvat i několik hodin. Po těchto kláních se zdatnější sameček zdržuje u své družky a zanedlouho se jí bude dvořit. Ohromit samičku se pokouší jakýmsi svatebním tancem, tedy tak, že ji kolem dokola obchází, přičemž má vztyčená zadní (ocasní) pera, protáhlý krk a roztažené jedno z křídel, kterým se dotýká země.

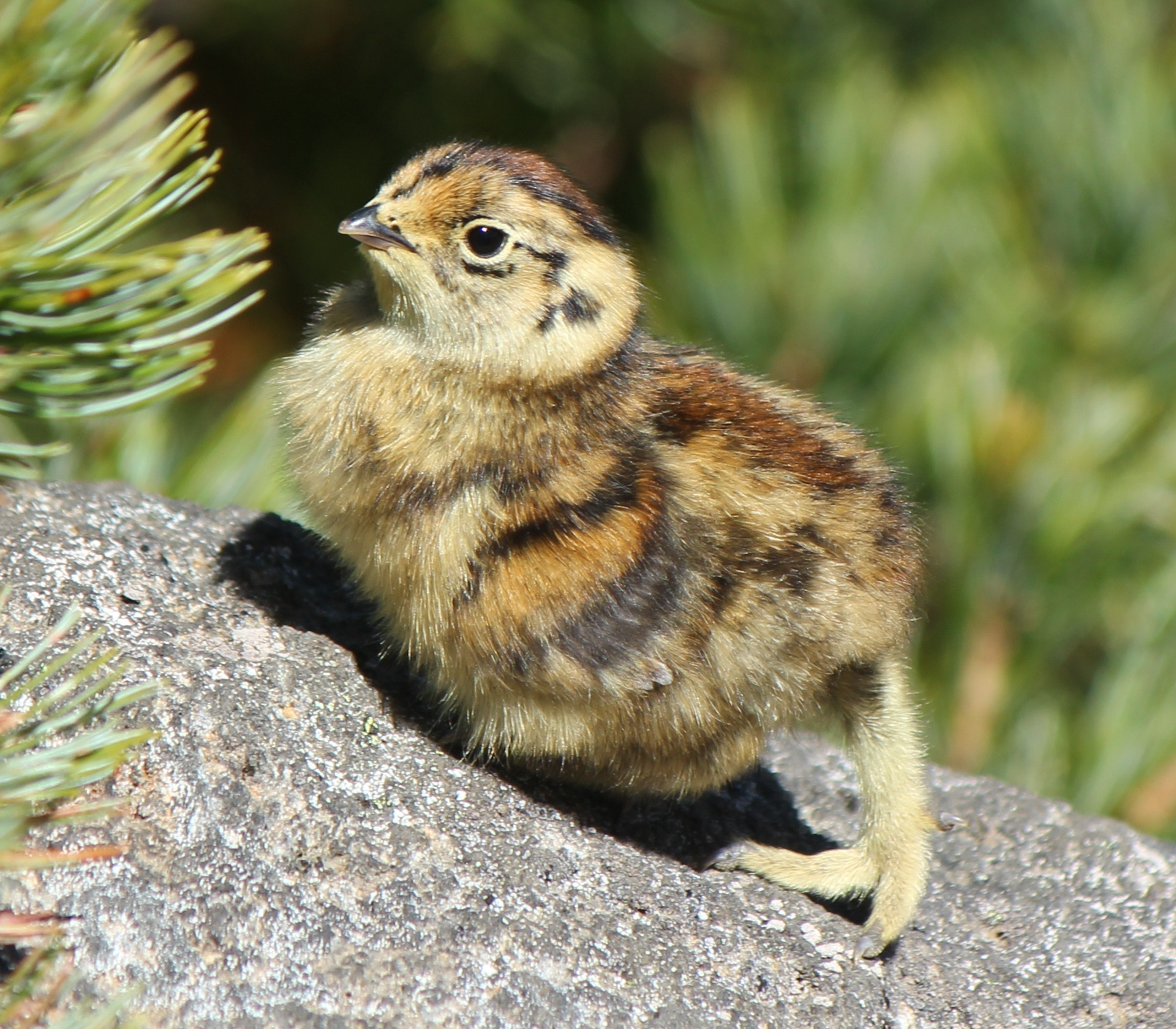
Mládě bělokura horského

Během června položí samička obvykle 5–8 nažloutlých kropenatých vajec (ojediněle 3–12) do vyhrabané jamky, zpravidla ukryté v křoví. Matka se nezdráhá je ponechat opuštěná, zatímco se sama krmí. Nezdržuje se však dlouho. Inkubuje je asi tři týdny.
Mláďata se začínají líhnout v červenci. Prakticky hned po vylíhnutí (asi po hodině a půl) se staví na nohy a sama se krmí. Matka je však svým tělem každou chvíli zahřívá, neboť jsou opeřena méně odolným prachovým peřím. Velcí jsou asi 6 cm a jejich chodidla dosahují už nyní viditelně větších rozměrů. Jsou poměrně zranitelná, často je pro ně nebezpečné samotné klima. Draví ptáci (především poštolky či orel skalní) nebo třeba lišky představují další riziko. Zvětří-li matka takového predátora, podá mláďatům specifickým, poměrně tichým tónem zprávu o možném nebezpečí, a ta automaticky porozumí a znehybní.
V srpnu, asi 14–30 dní stará ptáčata pojídají především hmyz vyskytující se na květech. Takový přísun bílkovin urychlí jejich růst. Na krátkou vzdálenost již dokážou vzlétnout. Ve stáří asi 10 až 12 týdnů jsou plně samostatná a na konci října je matka opouští. Pohlavně vyzrálý jsou obvykle ke konci jednoho roku.

## Populace a ohrožení
Celosvětová populace je extrémně velká (hrubým odhadem 5 až 25 milionu jedinců) a rozlehlá, a proto Mezinárodním svazem ochrany přírody (IUCN) posouzena jako málo dotčená. Přesto je v některých oblastech bělokur horský považován za ohrožený; je například oblíbenou součástí slavnostních jídel islandské kuchyně. Dříve zde byl v letech 2003 a 2004 lov bělokurů zakázán, avšak se zpřísněnými normami znovu obnoven v roce 2005. Obchodování s nimi je nezákonné.